# Championnat de République tchèque de hockey sur glace 1999-2000
Saison précédente Saison suivante
La saison 1999-2000 est la septième saison des championnats de hockey sur glace de République tchèque : l’Extraliga, la première division, la 1. liga, second échelon, la 2. liga, troisième division et des autres divisions inférieures.

## Saison régulière
| Place | Équipe                      | PJ | V  | N  | D  | BP  | BC  | Pts |
| ----- | --------------------------- | -- | -- | -- | -- | --- | --- | --- |
| 1er   | HC Sparta Prague            | 52 | 34 | 8  | 10 | 193 | 112 | 76  |
| 2e    | HC Barum Continental Zlín   | 52 | 27 | 11 | 4  | 166 | 116 | 65  |
| 3e    | HC Slovnaft Vsetín          | 52 | 28 | 9  | 15 | 160 | 140 | 65  |
| 4e    | HC Oceláři Třinec           | 52 | 29 | 6  | 17 | 192 | 154 | 64  |
| 5e    | HC Keramika Plzeň           | 52 | 26 | 11 | 15 | 151 | 113 | 63  |
| 6e    | HC České Budějovice         | 52 | 25 | 11 | 16 | 163 | 152 | 61  |
| 7e    | HC Chemopetrol Litvínov     | 52 | 22 | 11 | 19 | 151 | 140 | 55  |
| 8e    | HC IPB Pojišťovna Pardubice | 52 | 18 | 9  | 25 | 153 | 173 | 45  |
| 9e    | HC Excalibur Znojemští Orli | 52 | 16 | 11 | 25 | 140 | 169 | 43  |
| 10e   | HC Slavia Prague            | 52 | 14 | 13 | 25 | 100 | 138 | 41  |
| 11e   | HC Becherovka Karlovy Vary  | 52 | 14 | 12 | 26 | 153 | 185 | 40  |
| 12e   | HC Velvana Kladno           | 52 | 13 | 12 | 27 | 121 | 164 | 38  |
| 13e   | HC Femax Havířov            | 52 | 14 | 10 | 28 | 130 | 173 | 38  |
| 14e   | HC Vítkovice                | 52 | 10 | 14 | 28 | 117 | 161 | 34  |

## Honneurs
- Meilleur buteur : Jiří Dopita - 30 buts (HC Slovnaft Vsetín)
- Meilleur assistant : Richard Král (HC Oceláři Třinec) avec 53 assistances
- Meilleur pointeur: Richard Král (HC Oceláři Třinec) - 77 points, 24 buts et 53 assistances.
- Meilleur gardien : Dušan Salfický (HC Keramika Plzeň) : 2,12 buts encaissés par match, 94,22 % d'arrêts

## Séries éliminatoires
|  | Quarts de finale            | Quarts de finale        |                    |   | Demi-finales | Demi-finales |  |  | Finale | Finale |
|  | Quarts de finale            | Quarts de finale        |                    |   | Demi-finales | Demi-finales |  |  | Finale | Finale |
|  |                             |                         |                    |   |              |              |  |  |        |        |
|  |                             |                         |                    |   |              |              |  |  |        |        |
|  |                             |                         |                    |   |              |              |  |  |        |        |
|  | HC Sparta Prague            | 3                       |                    |   |              |              |  |  |        |        |
|  | HC Sparta Prague            | 3                       |                    |   |              |              |  |  |        |        |
|  | HC IPB Pojišťovna Pardubice | 0                       |                    |   |              |              |  |  |        |        |
|  | HC IPB Pojišťovna Pardubice | 0                       | HC Sparta Prague   | 3 |              |              |  |  |        |        |
|  |                             |                         | HC Sparta Prague   | 3 |              |              |  |  |        |        |
|  |                             | HC Chemopetrol Litvínov | 0                  |   |              |              |  |  |        |        |
|  | HC ZPS Barum Zlín           | HC Chemopetrol Litvínov | 0                  | 1 |              |              |  |  |        |        |
|  | HC ZPS Barum Zlín           |                         |                    | 1 |              |              |  |  |        |        |
|  | HC Chemopetrol Litvínov     | 3                       |                    |   |              |              |  |  |        |        |
|  | HC Chemopetrol Litvínov     | 3                       | HC Sparta Prague   | 3 |              |              |  |  |        |        |
|  |                             |                         | HC Sparta Prague   | 3 |              |              |  |  |        |        |
|  |                             | HC Slovnaft Vsetín      | 0                  |   |              |              |  |  |        |        |
|  | HC Slovnaft Vsetín          | HC Slovnaft Vsetín      | 0                  | 3 |              |              |  |  |        |        |
|  | HC Slovnaft Vsetín          |                         |                    | 3 |              |              |  |  |        |        |
|  | HC České Budějovice         | 0                       |                    |   |              |              |  |  |        |        |
|  | HC České Budějovice         | 0                       | HC Slovnaft Vsetín | 3 |              |              |  |  |        |        |
|  |                             |                         | HC Slovnaft Vsetín | 3 |              |              |  |  |        |        |
|  |                             | HC Keramika Plzeň       | 0                  |   |              |              |  |  |        |        |
|  | HC Železárny Třinec         | HC Keramika Plzeň       | 0                  | 1 |              |              |  |  |        |        |
|  | HC Železárny Třinec         |                         |                    | 1 |              |              |  |  |        |        |
|  | HC Keramika Plzeň           | 3                       |                    |   |              |              |  |  |        |        |
|  | HC Keramika Plzeň           | 3                       |                    |   |              |              |  |  |        |        |

## Effectif du Sparta Prague
| Gardiens de but | Petr Bříza, Petr Přikryl |
| Défenseurs      | František Kučera, Jaroslav Nedvěd, Michal Sýkora, František Ptáček, Pavel Šrek, Ladislav Benýšek, Miha Rebolj, Martin Holý |
| Attaquants      | David Výborný, Jaroslav Hlinka, Patrik Martinec, Richard Žemlička, Jiří Zelenka, Michal Broš, Vladimír Vůjtek, Ondřej Kratěna, Václav Novák, Václav Eiselt, Martin Chabada, Petr Havelka, Pavel Kašpařík, Josef Slanec, Jaroslav Roubík |
| Entraîneurs     | František Výborný et Pavel Hynek |

## Barrage de relégation
| 14e Extraliga - 1er 1. Liga | HC Vítkovice | 4:0 (3:0, 3:1, 3:2, 2:1 n.V.) | HC Dukla Jihlava |

Le HC Vítkovice se maintient dans l'Extraliga.

## Trophées
| Récompense                               | Vainqueur         | Équipe                  |
| ---------------------------------------- | ----------------- | ----------------------- |
| Joueur de l'année                        | František Kučera  | HC Sparta Prague        |
| Gardien de l'année                       | Petr Bříza        | HC Sparta Prague        |
| Défenseur de l'année                     | František Kučera  | HC Sparta Prague        |
| Entraîneur de l'année                    | František Výborný | HC Sparta Prague        |
| Meilleur joueur des séries éliminatoires | Petr Bříza        | HC Sparta Prague        |
| Meilleur joueur de la saison régulière   | Robert Reichel    | HC Chemopetrol Litvínov |
| Débutant de l'année                      | Václav Nedorost   | HC České Budějovice     |
| Joueur le plus courtois                  | František Ptáček  | HC Sparta Prague        |